# Squadra moldava di Fed Cup
La squadra moldava di Fed Cup rappresenta la Moldavia nella Fed Cup, ed è posta sotto l'egida della Moldova Republic Tennis Federation.
Essa partecipa alla competizione dal 1998 senza aver mai superato le fasi zonali.

## Organico 2011
Aggiornato ai match del gruppo III (2-5 maggio 2011). Fra parentesi il ranking della giocatrice nei giorni della disputa degli incontri.
- Julia Helbet (WTA numero 1229)
- Alina Soltanici (WTA #)
- Anastasia Vdovenco (WTA #)
- Daniela Ciobanu (WTA #)

## Ranking ITF
- Il prossimo aggiornamento del ranking è previsto per il mese di febbraio 2012.

| Norvegia nel Ranking ITF (aggiornata al 7 novembre 2011) |           |        |                            |
| Pos                                                      | Squadra   | Punti  | Gruppo                     |
| 86                                                       | Honduras  | 21.75  | Gruppo II - Americhe       |
| 87                                                       | Mauritius | 20.00  | Gruppo III - Europa/Africa |
| 88                                                       | Malta     | 150.00 | Gruppo III - Europa/Africa |
| 89                                                       | Moldavia  | 12.00  | Gruppo III - Europa/Africa |
| 91                                                       | Islanda   | 10.00  | Gruppo III - Europa/Africa |
| 91                                                       | Iran      | 0.00   | Gruppo II - Asia/Oceania   |
| 91                                                       | Barbados  | 0.00   | Gruppo II - Americhe       |